# John B. Sollenberger Trophy
Il John B. Sollenberger Trophy è un premio annuale della American Hockey League che viene assegnato al giocatore che guida la lega per punti realizzati al termine della stagione regolare.
Il trofeo prese il nome di John B. Sollenberger nel 1955. Sollenberger fu a lungo attivo nella lega sia come dirigente degli Hershey Bears sia come presidente del consiglio della AHL. Il trofeo in origine prese il nome da Wally Kilrea, detentore del record di punti in una singola stagione al momento dell'istituzione del trofeo nel campionato 1947-48; tuttavia dopo quell'anno il trofeo prese il nome del primo vincitore, Carl Liscombe, capace di superare il record di Kilrea.

## Vincitori
Carl Liscombe Trophy
| Stagione | Giocatore       | Squadra            | Punti |
| -------- | --------------- | ------------------ | ----- |
| 1947-48  | Carl Liscombe   | Providence Reds    | 118   |
| 1948-49  | Sid Smith       | Pittsburgh Hornets | 112   |
| 1949-50  | Les Douglas     | Cleveland Barons   | 100   |
| 1950-51  | Ab DeMarco      | Buffalo Bisons     | 113   |
| 1951-52  | Ray Powell      | Providence Reds    | 97    |
| 1952-53  | Eddie Olson     | Cleveland Barons   | 86    |
| 1953-54  | George Sullivan | Hershey Bears      | 119   |

John B. Sollenberger Trophy
| Stagione  | Giocatore         | Squadra                | Punti |
| --------- | ----------------- | ---------------------- | ----- |
| 1954-55   | Eddie Olson       | Cleveland Barons       | 88    |
| 1955-56   | Zellio Toppazzini | Providence Reds        | 113   |
| 1956-57   | Fred Glover       | Cleveland Barons       | 99    |
| 1957-58   | Willie Marshall   | Hershey Bears          | 104   |
| 1958-59   | Bill Hicke        | Rochester Americans    | 97    |
| 1959-60   | Fred Glover       | Cleveland Barons       | 107   |
| 1960-61   | Bill Sweeney      | Springfield Indians    | 108   |
| 1961-62   | Bill Sweeney      | Springfield Indians    | 101   |
| 1962-63   | Bill Sweeney      | Springfield Indians    | 103   |
| 1963-64   | Gerry Ehman       | Rochester Americans    | 85    |
| 1964-65   | Art Stratton      | Buffalo Bisons         | 109   |
| 1965-66   | Dick Gamble       | Rochester Americans    | 98    |
| 1966-67   | Gord Labossiere   | Quebec Aces            | 95    |
| 1967-68   | Simon Nolet       | Quebec Aces            | 96    |
| 1968-69   | Jeannot Gilbert   | Hershey Bears          | 100   |
| 1969-70   | Jude Drouin       | Montreal Voyageurs     | 106   |
| 1970-71   | Fred Speck        | Baltimore Clippers     | 92    |
| 1971-72   | Don Blackburn     | Providence Reds        | 99    |
| 1972-73   | Yvon Lambert      | Nova Scotia Voyageurs  | 104   |
| 1973-74   | Steve West        | New Haven Nighthawks   | 110   |
| 1974-75   | Doug Gibson       | Rochester Americans    | 116   |
| 1975-76   | Jean-Guy Gratton  | Hershey Bears          | 93    |
| 1976-77   | André Peloffy     | Springfield Indians    | 99    |
| 1977-78   | Rick Adduono      | Rochester Americans    | 98    |
| 1977-78   | Gord Brooks       | Philadelphia Firebirds | 98    |
| 1978-79   | Bernie Johnston   | Maine Mariners         | 95    |
| 1979-80   | Norm Dubé         | Nova Scotia Voyageurs  | 101   |
| 1980-81   | Mike Lofthouse    | Hershey Bears          | 103   |
| 1981-82   | Mike Kaszycki     | New Brunswick Hawks    | 118   |
| 1982-83   | Ross Yates        | Binghamton Whalers     | 125   |
| 1983-84   | Claude Larose     | Sherbrooke Jets        | 120   |
| 1984-85   | Paul Gardner      | Binghamton Whalers     | 130   |
| 1985-86   | Paul Gardner      | Rochester Americans    | 112   |
| 1986-87   | Tim Tookey        | Hershey Bears          | 124   |
| 1987-88   | Bruce Boudreau    | Springfield Indians    | 116   |
| 1988-89   | Stéphan Lebeau    | Sherbrooke Canadiens   | 134   |
| 1989-90   | Paul Ysebaert     | Utica Devils           | 105   |
| 1990-91   | Kevin Todd        | Utica Devils           | 118   |
| 1991-92   | Shaun Van Allen   | Cape Breton Oilers     | 113   |
| 1992-93   | Don Biggs         | Binghamton Rangers     | 138   |
| 1993-94   | Tim Taylor        | Adirondack R. Wings    | 117   |
| 1994-95   | Peter White       | Cape Breton Oilers     | 105   |
| 1995-96   | Brad Smyth        | Carolina Monarchs      | 126   |
| 1996-97   | Peter White       | Phila. Phantoms        | 105   |
| 1997-98   | Peter White       | Phila. Phantoms        | 105   |
| 1998-99   | Domenico Pittis   | Rochester Americans    | 104   |
| 1999-2000 | Christian Matte   | Hershey Bears          | 104   |
| 2000-01   | Derek Armstrong   | Hartford Wolf Pack     | 101   |
| 2001-02   | Donald MacLean    | St. John's Maple Leafs | 87    |
| 2002-03   | Steve Maltais     | Chicago Wolves         | 86    |
| 2003-04   | Pavel Rosa        | Manchester Monarchs    | 88    |
| 2004-05   | Jason Spezza      | Binghamton Sen.s       | 117   |
| 2005-06   | Kirby Law         | Houston Aeros          | 110   |
| 2006-07   | Darren Haydar     | Chicago Wolves         | 122   |
| 2007-08   | Jason Krog        | Chicago Wolves         | 112   |
| 2008-09   | Alexandre Giroux  | Hershey Bears          | 97    |
| 2009-10   | Keith Aucoin      | Hershey Bears          | 106   |
| 2010-11   | Corey Locke       | Binghamton Sen.s       | 86    |
| 2011-12   | Chris Bourque     | Hershey Bears          | 93    |
| 2012-13   | Brandon Pirri     | Rockford IceHogs       | 75    |
| 2013-14   | Travis Morin      | Texas Stars            | 88    |
| 2014-15   | Brian O'Neill     | Manchester Monarchs    | 80    |
| 2015-16   | Chris Bourque     | Hershey Bears          | 80    |